# Wendehals (DDR)

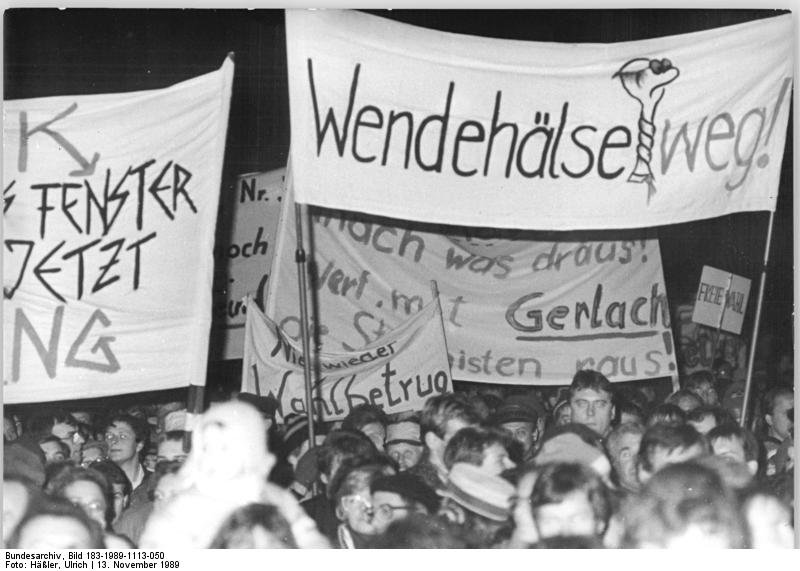
Transparent gegen Wendehälse bei einer Montagsdemonstration

Als Wendehals, in Anlehnung an den Vogel Wendehals, wurden in der Zeit der Wende in der DDR 1989 Personen bezeichnet, die ihre Gesinnung vor dem Hintergrund des zusammenbrechenden sozialistischen Systems stets der aktuellen politischen Lage ohne eigene Überzeugung anpassten. Bereits früher wurde dieser Begriff auf Opportunisten im Allgemeinen angewandt.

## Begriff

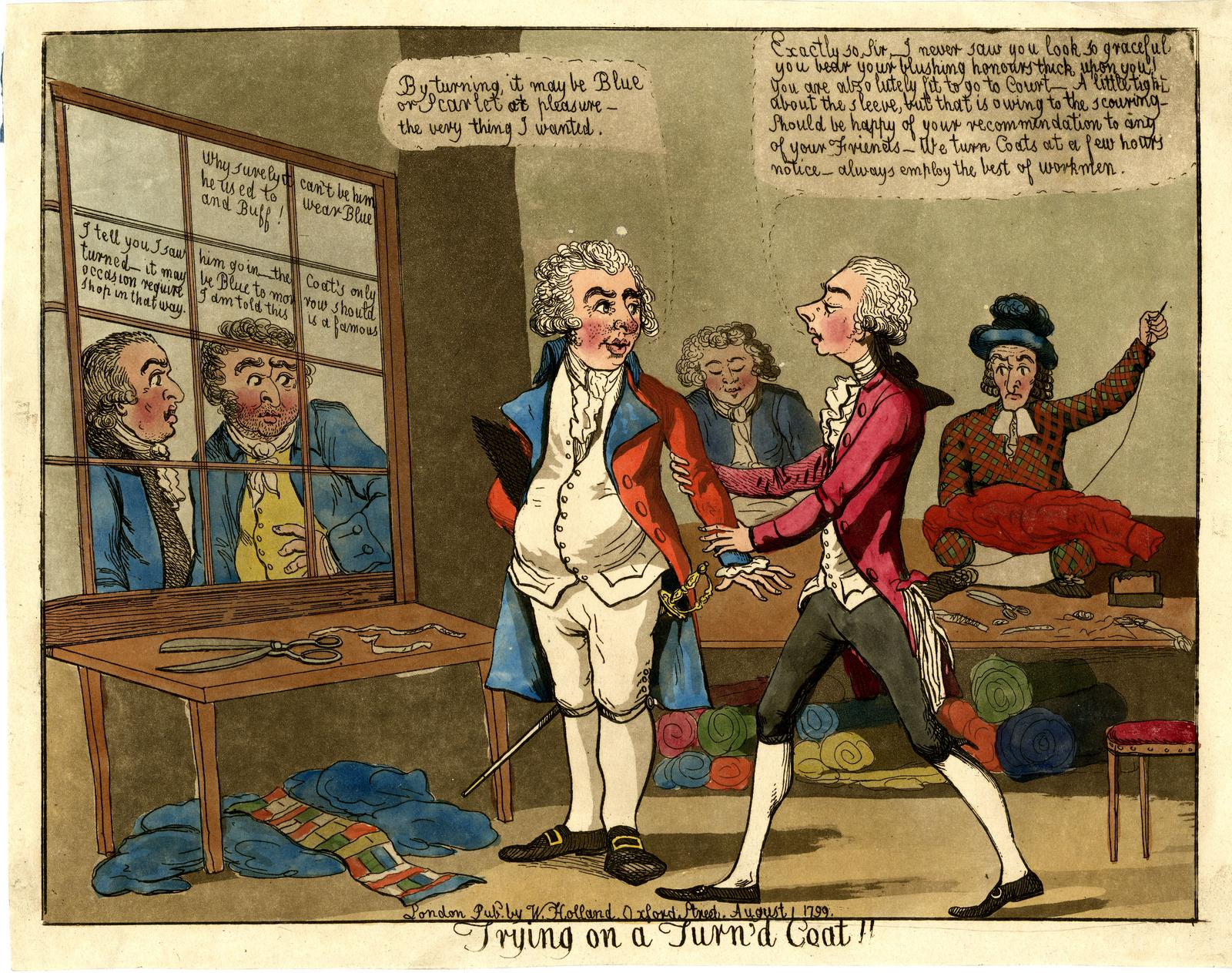

Bereits seit dem 16. Jahrhundert wird das Wort Wendehals im Deutschen im übertragenen Sinn verwendet, mit der Bedeutung: ‘wendiger, bedenkenlos sich anpassender Mensch, Heuchler’.
Der Begriff des politischen Wendehalses in der DDR wurde vor allem von der Schriftstellerin Christa Wolf wiederbelebt, als sie fünf Tage vor dem Mauerfall vor über 500.000 Demonstranten auf dem Berliner Alexanderplatz sprach.
Dabei handelte es sich beispielsweise um Kader der SED, der FDJ oder der Blockparteien, die zuvor die Politik der SED in der Öffentlichkeit vertreten hatten, mit der Wende jedoch häufig auf genau entgegengesetzte Positionen umschwenkten und dies auch dadurch dokumentierten, dass sie in die CDU, die SPD oder die FDP eintraten beziehungsweise die Politik der „gewendeten“ Blockparteien weiter vertraten. Andere Beispiele waren leitende Kader im Produktionsapparat, die Manager der nun privatisierten ehemaligen Volkseigenen Betriebe und Kombinate wurden und damit selbst das praktizierten, was sie zuvor im Zuge der SED-Propaganda angeprangert hatten.
Im modernen Sprachgebrauch steht Wendehals auch für eine Person, die sich überraschend gegen Umstehende wendet, denen sie zuvor noch beigestanden hat (vgl. Verräter).